# 주진초등학교
주진초등학교는 대한민국 강원특별자치도 평창군에 있는 공립 초등학교이다.

## 학교 연혁
- 1968년 3월 23일: 개교

## 참고 자료
- 주진초등학교 - 한국교육학술정보원 학교알리미